# Ciclismo nos Jogos Pan-Americanos de 2023 - Velocidade individual feminino
A prova de velocidade individual feminino do ciclismo nos Jogos Pan-Americanos de 2023 foi disputada em 26 e 27 de outubro de 2023 no Velódromo, em Peñalolén. Um total de 19 ciclistas de 11 Comitês Olímpicos Nacionais (CON) participaram do evento.

## Calendário
Horário local (UTC−3).
| Data          | Hora  | Fase              |
| ------------- | ----- | ----------------- |
| 26 de outubro | 10:05 | Qualificatória    |
| 26 de outubro | 11:37 | Oitavas de final  |
| 26 de outubro | 12:41 | Repescagem        |
| 26 de outubro | 18:05 | Quartas de final  |
| 27 de outubro | 10:05 | Semifinais        |
| 27 de outubro | 10:32 | Classificação 5–8 |
| 27 de outubro | 18:05 | Finais            |

## Medalhistas
| Ouro   | COL Martha Bayona   |
| Prata  | MEX Yuli Verdugo    |
| Bronze | USA Mandy Marquardt |

## Resultados

### Qualificatória
As 12 ciclistas mais rápidas avançam para as oitavas de final.
| Pos. | Ciclista          | CON                | Tempo  | Notas |
| ---- | ----------------- | ------------------ | ------ | ----- |
| 1    | Martha Bayona     | COL Colômbia       | 10.699 | Q,    |
| 2    | Sarah Orban       | CAN Canadá         | 10.790 | Q     |
| 3    | Yuli Verdugo      | MEX México         | 10.965 | Q     |
| 4    | Kayla Hankins     | USA Estados Unidos | 11.037 | Q     |
| 5    | Mandy Marquardt   | USA Estados Unidos | 11.156 | Q     |
| 6    | Jessica Salazar   | MEX México         | 11.192 | Q     |
| 7    | Marianis Salazar  | COL Colômbia       | 11.248 | Q     |
| 8    | Valeria Cardozo   | COL Colômbia       | 11.262 | Q     |
| 9    | Carolina Barbosa  | BRA Brasil         | 11.272 | Q     |
| 10   | Natalia Vera      | ARG Argentina      | 11.318 | Q     |
| 11   | Daniela Colilef   | CHI Chile          | 11.349 | Q     |
| 12   | Paula Molina      | CHI Chile          | 11.417 | Q     |
| 13   | Emy Savard        | CAN Canadá         | 11.454 |       |
| 14   | Valentina Luna    | ARG Argentina      | 11.502 |       |
| 15   | Abigail Recio     | CRC Costa Rica     | 11.506 |       |
| 16   | Tachana Dalger    | SUR Suriname       | 11.565 |       |
| 17   | Dahlia Palmer     | JAM Jamaica        | 11.693 |       |
| 18   | Jalymar Rodríguez | VEN Venezuela      | 12.006 |       |
| 19   | Talita da Luz     | BRA Brasil         | 12.958 |       |

### Oitavas de final
As vencedoras de cada bateria avançam para as quartas de final e as perdedoras para a repescagem.
| Bateria | Pos. | Ciclista         | CON                | Tempo  | Notas |
| ------- | ---- | ---------------- | ------------------ | ------ | ----- |
| 1       | 1    | Martha Bayona    | COL Colômbia       | 11.275 | Q     |
| 1       | 2    | Paula Molina     | CHI Chile          |        | R     |
| 2       | 1    | Daniela Colilef  | CHI Chile          | 11.561 | Q     |
| 2       | 2    | Sarah Orban      | CAN Canadá         |        | R     |
| 3       | 1    | Yuli Verdugo     | MEX México         | 11.292 | Q     |
| 3       | 2    | Natalia Vera     | ARG Argentina      |        | R     |
| 4       | 1    | Kayla Hankins    | USA Estados Unidos | 11.608 | Q     |
| 4       | 2    | Carolina Barbosa | BRA Brasil         |        | R     |
| 5       | 1    | Mandy Marquardt  | USA Estados Unidos | 11.661 | Q     |
| 5       | 2    | Valeria Cardozo  | COL Colômbia       |        | R     |
| 6       | 1    | Jessica Salazar  | MEX México         | 11.751 | Q     |
| 6       | 2    | Marianis Salazar | COL Colômbia       |        | R     |

### Repescagem
As vencedoras de cada bateria de repescagem avançam para as quartas de final.
| Bateria | Pos. | Ciclista         | CON           | Tempo  | Notas |
| ------- | ---- | ---------------- | ------------- | ------ | ----- |
| 1       | 1    | Carolina Barbosa | BRA Brasil    | 11.677 | Q     |
| 1       | 2    | Valeria Cardozo  | COL Colômbia  |        |       |
| 1       | 3    | Paula Molina     | CHI Chile     |        |       |
| 2       | 1    | Sarah Orban      | CAN Canadá    | 11.489 | Q     |
| 2       | 2    | Marianis Salazar | COL Colômbia  |        |       |
| 2       | 3    | Natalia Vera     | ARG Argentina |        |       |

### Quartas de final
As vencedores de cada bateria, disputada em uma melhor de três corridas, avançam para a semifinal e as perdedores para a classificação 5–8.
| Bateria | Pos. | Ciclista         | CON                | Corrida 1 | Corrida 2 | Desempate (s.n.) | Notas |
| ------- | ---- | ---------------- | ------------------ | --------- | --------- | ---------------- | ----- |
| 1       | 1    | Martha Bayona    | COL Colômbia       | X         | X         |                  | Q     |
| 1       | 2    | Sarah Orban      | CAN Canadá         |           |           |                  | F5-8  |
| 2       | 1    | Carolina Barbosa | BRA Brasil         | X         | X         |                  | Q     |
| 2       | 2    | Daniela Colilef  | CHI Chile          |           |           |                  | F5-8  |
| 3       | 1    | Yuli Verdugo     | MEX México         | X         | X         |                  | Q     |
| 3       | 2    | Jessica Salazar  | MEX México         |           |           |                  | F5-8  |
| 4       | 1    | Mandy Marquardt  | USA Estados Unidos | X         | X         |                  | Q     |
| 4       | 2    | Kayla Hankins    | USA Estados Unidos |           |           |                  | F5-8  |

### Classificação 5–8
Corrida para definir entre o quinto ao oito lugar na classificação final.
| Pos. | Ciclista        | CON                | Tempo  |
| ---- | --------------- | ------------------ | ------ |
| 5    | Jessica Salazar | MEX México         | 11.646 |
| 6    | Sarah Orban     | CAN Canadá         |        |
| 7    | Kayla Hankins   | USA Estados Unidos |        |
| 8    | Daniela Colilef | CHI Chile          |        |

### Semifinais
As vencedores de cada bateria, disputada em uma melhor de três corridas, avançam para a final e as perdedoras para a disputa pelo bronze.
| Bateria | Pos. | Ciclista         | CON                | Corrida 1 | Corrida 2 | Desempate (s.n.) | Notas |
| ------- | ---- | ---------------- | ------------------ | --------- | --------- | ---------------- | ----- |
| 1       | 1    | Martha Bayona    | COL Colômbia       | X         | X         |                  | Q     |
| 1       | 2    | Mandy Marquardt  | USA Estados Unidos |           |           |                  | QB    |
| 2       | 1    | Yuli Verdugo     | MEX México         | X         | X         |                  | Q     |
| 2       | 2    | Carolina Barbosa | BRA Brasil         |           |           |                  | QB    |

### Finais
As vencedoras de cada bateria, disputada em uma melhor de três corridas, conquistam as respectivas medalhas.
| Pos.                | Ciclista         | CON                | Corrida 1 | Corrida 2 | Desempate (s.n.) |
| ------------------- | ---------------- | ------------------ | --------- | --------- | ---------------- |
| Disputa pelo ouro   |                  |                    |           |           |                  |
| Medalha de ouro     | Martha Bayona    | COL Colômbia       | X         | X         |                  |
| Medalha de prata    | Yuli Verdugo     | MEX México         | REL       |           |                  |
| Disputa pelo bronze |                  |                    |           |           |                  |
| Medalha de bronze   | Mandy Marquardt  | USA Estados Unidos | X         | X         |                  |
| 4                   | Carolina Barbosa | BRA Brasil         |           |           |                  |